# Курмангазы (Курмангазинский район)
Курмангазы (каз. Құрманғазы, до 2018 г. Га́нюшкино) — село в Казахстане, административный центр Курмангазинского района Атырауской области. Административный центр и единственный населённый пункт сельского округа Курмангазы. Код КАТО: 234630100.

## География
Село расположено на островах в дельте Волги, в 244 км к западу от центра Атырауской области города Атырау и 100 км к востоку от города Астрахани.
Железнодорожная станция Ганюшкино расположена в 17 км северо-западнее, в селе Акколь.

## История
Село Ганюшкино основано в 1793 году.
С 1922 по 1925 год село было центром Денгизского уезда Букеевской губернии Киргизской АССР.
В 1990-е годы в состав села были включены близлежавщие населённые пункты: Безымянное, Большая Красиловка, Малая Красиловка, Самаркино.

## Известные уроженцы
- Хиуаз Каировна Доспанова — советская лётчица Великой Отечественной войны гвардии ст. лейтенант, штурман-стрелок. Народный Герой Казахстана (2004).
- Гульшара Есетова — педагог сценической речи и актёрского мастерства, отличник народного образования. Заслуженный деятель Республики Казахстан (2006). Заслуженный деятель культуры Республики Казахстан (2006).
- Александр Никифорович Афанасьев — участник Великой Отечественной войны, Герой Советского Союза.
- Ирак Касымович Елекеев — казахстанский государственный и общественный деятель, журналист, заслуженный юрист Республики Казахстан (1992).

## Население
В 1999 году население села составляло 12 419 человек (6147 мужчин и 6272 женщины). По данным переписи 2009 года в селе проживало 12 750 человек (6301 мужчина и 6449 женщин).
На начало 2019 года население села составило 13 203 человека (6722 мужчины и 6481 женщина).